# Sebastián Durón
Pour les articles homonymes, voir Duron (homonymie).
Sebastián Durón (Brihuega, Espagne, 19 avril 1660 - Cambo-les-Bains, France, 3 août 1716) est un compositeur et organiste espagnol de la période baroque.

## Biographie
Ses parents lui ayant donné le prénom du père, Sebastián Durón Picazo était le fils de Sebastián Durón et de Margarita Picazo. Sebastián Durón père mourut alors que son fils avait encore huit ans. De son vivant le père de l'enfant Durón avait été sacristain à l'église Saint-Jean (iglesia San Juan), à Brihuega, église qui venait d'être rebâtie à la même époque, au XVIIe siècle. À l'intérieur de cette nouvelle église, sous le clocher, il y avait une chapelle dédiée à une « vierge de la ronce » (Capilla de la Virgen de la Zarza), chapelle dont Sebastián Durón fils, une fois adulte, devint propriétaire. Mais cette église n'a pas été conservée : de plus en plus détériorée l'église s'écroula sur elle-même dans le milieu des années 1960, en faisant quelques victimes mortelles et en ne laissant debout que quelques murs de construction plus récente, même si la chapelle, située à la verticale sous le clocher, survécut en grande partie à l'accident. L'endroit et les restes de l'édifice furent alors utilisés comme décharge jusqu'aux années 1980, moment où des fouilles archéologiques furent entreprises.
Il a été supposé que le premier contact que Durón, étant encore enfant, eut avec l'art musical, se produisit dans cette église, mais il n'y a pas de preuves à ce sujet. Il semblerait aussi qu'il y reçut une formation musicale conjointement avec son frère Diego, de deux ans plus âgé que lui. En l'état actuel des connaissances il peut être au moins affirmé que les actes des organistes de la cathédrale de Saragosse font mention du compositeur dès 1679 (comme élève de l'organiste Andrés de Sola), ainsi qu'il est aussi question de sa personne dans des documents liés à la ville de Séville et datés jusqu'à 1685. C'est par ailleurs au sein de la cathédrale de cette ville qu'en 1680 Durón avait remporté le concours de second organiste de la cathédrale. Ainsi il habita pendant cinq ans à Séville, où il eut plusieurs élèves et fut de surcroit apprécié en tant que musicien, organiste et compositeur. Sa condition d'homme d'église est attestée par les actes du chapitre de la cathédrale.
On suppose qu'à Séville, Durón travailla avec le maître de chapelle de la cathédrale, un musicien réputé du nom d'Alonso Xuárez. En tout cas il est sûr qu'en 1685 ce dernier partit s'installer à Cuenca, d'où il écrivit une très élogieuse lettre de recommandation à la ville d'El Burgo de Osma, qui décida d'embaucher Durón comme maître de chapelle de sa cathédrale. Pourtant, en décembre 1686, Durón décide de partir pour la cathédrale de Palencia, pour y exercer la même fonction.
Le 23 septembre 1691, sa bonne réputation l'ayant aidé, Sebastián Durón est admis comme organiste et maître de chapelle à la prestigieuse Real Capilla (« chapelle royale »), à Madrid, à la cour du roi Charles II d'Espagne. Il restera en poste pendant dix ans.
En 1706, avec l'installation définitive du roi Philippe V d'Espagne à Madrid, il est envoyé en exil du fait de ses propres déclarations publiques, dans lesquelles il avait exprimé son soutien à Charles III de Habsbourg. Il s'exila ainsi à Bayonne avec le cortège de la reine veuve Marie-Anne de Neubourg, qui le nomma grand aumônier et chapelain d'honneur.
En 1714 il rentre en Espagne et travaille pour différents mécènes, comme le comte d'Oñate ou le comte de Salvatierra. C'est à ce dernier qu'il dédia son œuvre La guerra de los gigantes, un éloge panégyrique de la monarchie absolue. Selon les connaissances actuelles, il s'agirait de la première œuvre espagnole qui porte l'intitulé espagnol « ópera » ; en tenant bien compte qu'à cette époque le mot « ópera » (ou en français « opéra ») non seulement n'a pas nécessairement le même sens qui lui sera prêté au cours des siècles suivants, et jusqu'à nos jours mêmes, mais qu'il ne sert pas non plus encore, à l'époque dont il est ici question, à se distinguer du terme « zarzuela ».
En 1715 il retourne à Bayonne et l'année suivante il meurt de tuberculose à Cambo-les-Bains, où presque 200 ans plus tard devait aussi mourir un autre musicien espagnol de grande réputation : Isaac Albéniz (1860 - 1909).
Dans son œuvre Teatro crítico universal (publiée en 1726, dix ans après la mort de Durón), l'abbé Benito Jerónimo Feijoo accusa Durón d'avoir été le responsable de la décadence de la musique espagnole, de ce fait d'y avoir introduit le style italien ainsi que la música de violines (« musique de violons »).
Felipe Pedrell fut un grand admirateur de Durón et publia quelques-unes de ses œuvres.

## Œuvres de Sebastián Durón

### Musique lyrique et théâtrale
Durón mit en musique les onze œuvres suivantes conservées, parmi les treize œuvres lyriques probablement composées :
- 1696 - Salir el amor del mundo (livret de José de Cañizares) / Zarzuela en deux actes
- 1697 - Muerte en amor es la ausencia (livret de Antonio de Zamora) / Comédie en trois actes
- c. 1698[6] - Selva encantada de amor / Zarzuela en deux actes[7]
- 1699 - Júpiter y Ioo (aussi Júpiter y Yoo, l'orthographe de l'époque n'étant pas encore fixée)
- c. 1699[6] - Apolo y Dafne (livret de José Benavides) / Zarzuela en trois actes (la musique du deuxième acte ayant été composée par Juan de Navas)
- ? - Coronis[8]
- ? - El estrago en la fineza[8]
- 1700 - La guerra de los gigantes / Opéra en un acte
- 1711 - Veneno es de amor la envidia (livret d'Antonio de Zamora, peut-être avec la participation de José de Cañizares) / Zarzuela en deux actes[9]
- 1711 - Las nuevas armas de amor (livret de José de Cañizares) / Zarzuela en deux actes[10]

### Musique sacrée
L'abondante musique sacrée de Durón (qui comprend messes, litanies, offices funèbres, villancicos etc.) est conservée éparse dans les archives de différentes cathédrales d'Espagne (Cuenca, El Burgo de Osma, Palencia, Las Palmas, Jaca, Grenade, Segorbe, Pampelune) et d'Amérique hispanique, comme la 
Cathédrale métropolitaine de Sucre (anciennement « Cathédrale de la ville de La Plata », en Bolivie), mais aussi dans des archives civiles, comme la Bibliothèque Municipale de Porto, les archives du Palais royal de Madrid ou celles de la Bibliothèque centrale de Barcelone.

## Œuvres autrefois attribuées
La zarzuela El imposible mayor en amor le vence amor (livret de Francisco Bances Candamo et José de Cañizares, une comédie en deux actes composée vers 1700) a longtemps été attribuée à Durón. En 2015, des recherches musicologiques l'ont attribuée à José de Torres.